# قلعة بير

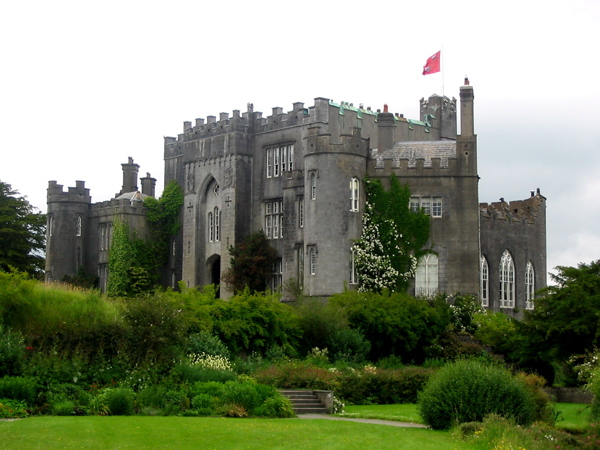
القلعة.

هي قلعة واسعة في بلدة بير في مقاطعة أوفالي ، أيرلندا. فهي موطن لايرل روزا. و المناطق المسكونة من القلعة ليست مفتوحة للجمهور ، على الرغم من أن حداقها تملك متاحة للجمهور. أرض القلعة كانت ملك لمركز علوم التاريخ الإيرلندي و متحف لتاريخ العلوم في إيرلندا و مساهمتهم في علم الفلك و النباتات.